# Wendelinusturm (Jagstfeld)

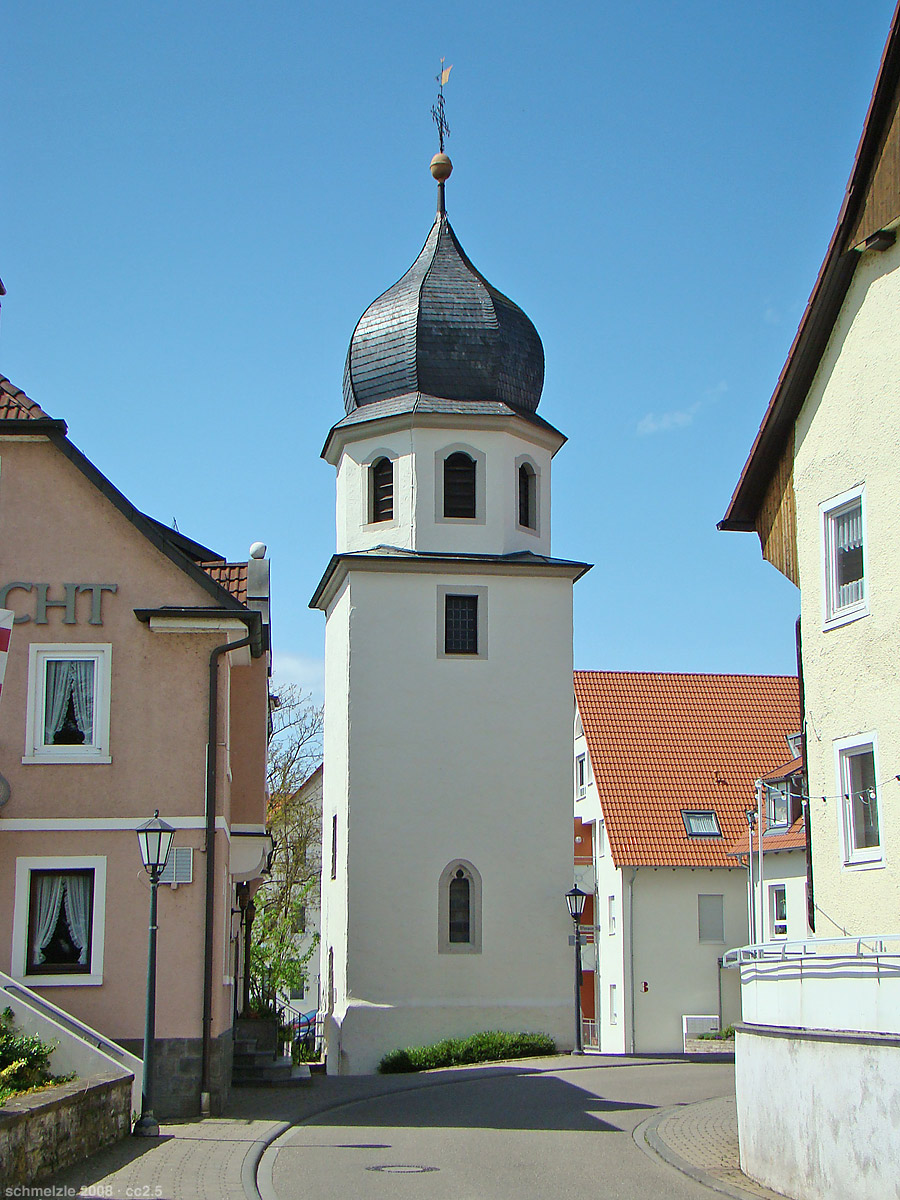
Wendelinusturm in Bad Friedrichshall-Jagstfeld

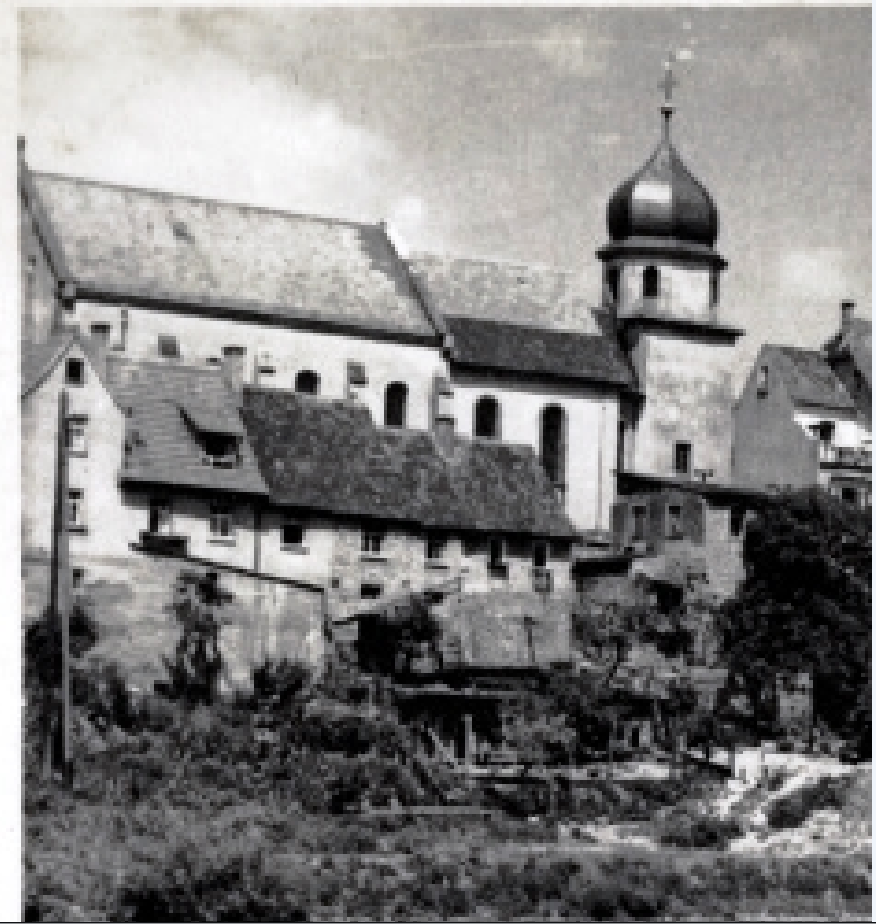
Katholische Pfarrkirche St. Wendelin vor dem Abbruch.

Der Wendelinusturm in Bad Friedrichshall-Jagstfeld im Landkreis Heilbronn im nördlichen Baden-Württemberg ist der erhaltene Turm der einstigen, dem Heiligen Wendelin geweihten katholischen Pfarrkirche des Ortes.

## Geschichte
Die Wendelinuskirche war die ursprüngliche Pfarrkirche Jagstfelds und befand sich in unmittelbarer Nachbarschaft des Alten Rathauses. Das Patronatsrecht lag zunächst beim Bischof von Worms, ab 1392 bei den Grecken von Kochendorf. Der Gottesdienst wurde von Geistlichen aus Wimpfen am Berg verrichtet, danach von Dominikanern. Ab 1633 gehörte Jagstfeld kirchlich zu Wimpfen im Tal, wo sich bei der Cornelienkirche auch der Friedhof für die Jagstfelder befand. 1759 war Jagstfeld Filiale von Offenau, ab 1879 bestand eine eigene Pfarrei.
Die Kirche wurde mehrfach erneuert, unter anderem 1752 von Franz Häffele, zuletzt 1878. Das Gebäude war mit dem Turm nach Osten ausgerichtet, der Haupteingang befand sich im Westgiebel des Langhauses. Fenster und Eingänge waren rundbogig gestaltet, das Kirchenschiff wies eine leicht gewölbte Decke auf. Neben dem Hauptaltar gab es zwei der Hl. Maria und dem Hl. Sebastian geweihte Seitenaltäre. Der Turm, dessen Untergeschoss noch auf einen sehr alten Vorgängerbau zurückgeht, ist unten viereckig, verjüngt sich im obersten Stockwerk auf einen achteckigen Grundriss und schließt mit einer schiefergedeckten Kuppel ab.
Als die Wendelinuskirche für die wachsende Gemeinde zu klein wurde, gab es ab 1919 Bestrebungen zum Neubau einer katholischen Kirche in Jagstfeld. Als nach dem Zweiten Weltkrieg zahlreiche katholische Vertriebene und Flüchtlinge nach Bad Friedrichshall kamen, wurde ein Kirchenneubau unausweichlich. Die neue Auferstehungskirche wurde nur rund 100 Meter südöstlich der alten Kirche von 1953 bis 1957 nach Plänen des Schorndorfer Architekten Fritz Vogt erbaut und im Mai 1957 eingeweiht. Darauf wurde die Wendelinuskirche bis auf den heute übrigen Turm abgerissen.